# Lillsjön (Nordmalings socken, Ångermanland, 706977-166744)
Lillsjön är en sjö i Nordmalings kommun i Ångermanland och ingår i Lögdeälvens huvudavrinningsområde.